# Doremi Fasol Latido
Doremi Fasol Latido är ett album av Hawkwind, utgivet 1972.

## Låtlista
1. "Brainstorm" (Nik Turner) – 11:33
2. "Space Is Deep" (Dave Brock) – 6:20
3. "One Change" (Del Dettmar) – 0:49
4. "Lord of Light" (Dave Brock) – 6:59
5. "Down Through the Night" (Dave Brock) – 3:04
6. "Time We Left This World Today" (Dave Brock) – 8:43
7. "The Watcher" (Lemmy Kilmister) – 4:09